# Marea tossica
Marea tossica (荒潮) è un romanzo fantascientifico del 2013 dello scrittore cinese Chen Qiufan.

## Ambientazione
In una Cina distopica dell'immediato futuro, nella penisola di Silicon Isle si concentrano le attività di riciclo dei rifiuti di apparecchiature elettriche ed elettroniche. L'area attira migranti economici dalle regioni povere dell'entroterra, che, con la prospettiva di rapidi guadagni, si prestano come operai nelle insalubri attività di riciclaggio. Sono la cosiddetta "gente dei rifiuti", discriminata ed emarginata dagli abitanti nativi. Le attività economiche sono gestite da tre clan: i Luo, i Lin e i Chen. Il clan Luo ha acquisito potere grazie all'intraprendenza e alla ferocia di Luo Jincheng ("Boss Luo"), a scapito soprattutto del clan Chen; il clan Lin, invece, è quello che ha maggiori legami con il governo e con i politici.
A livello mondiale, c'è stato un netto sviluppo della cibernetica. Le persone abbienti hanno scelto di diventare dei cyborg ed utilizzano protesi che cambiano come fossero vestiti.
Nell'ideazione dell'immaginaria Silicon Isle, l'autore trae spunto dalla città di Guiyu e dalle condizioni dei lavoratori nelle industrie locali per il trattamento dei rifiuti di apparecchiature elettriche ed elettroniche. Silicon Isle viene collocata nel romanzo in prossimità di Shantou, città natale dell'autore.

## Trama
Scott Brandle, coadiuvato da Chen Kaizong (alter ego dell'autore) in qualità di traduttore, viene inviato a Silicon Isle per conto della TerraGreen Recycling per stipulare un contratto con l'industria locale e migliorare, con tecnologia statunitense, il processo di riciclo dei rifiuti elettronici, con la prospettiva di incrementare i guadagni e garantire migliori condizioni di lavoro alla "gente dei rifiuti".
Un episodio apparentemente banale, una piccola vendetta che Li Wen ("Fratello Wen") si prende nei confronti del figlio del Boss Luo, espone Mimi - una ragazza dei rifiuti - alla ferocia degli scagnozzi del boss. Neppure le attenzioni di Kaizong, e dei suoi parenti Chen, riescono ad impedire che la ragazza sia torturata da Serramanico, che la lascia agonizzante sulla riva del mare. A salvarla, tuttavia, interviene l'azione di un virus cibernetico, contratto da una protesi neurale, che porta una seconda personalità (Mimi 1), caratterizzata da poteri sovraumani, a svilupparsi nel suo cervello.
La violenza sulla ragazza, tuttavia, porta allo stremo il rapporto tra i Luo e i loro lavoratori subordinati e la città viene investita dalla rivolta, subito prima dell'arrivo di un tifone. Solo la solidarietà scaturita per ovviare alla potenza distruttiva della tempesta consentirà di superare le divergenze tra nativi e gente dei rifiuti e di promuovere, successivamente, delle iniziative per migliorare le condizioni di quest'ultimi.
Mimi 1, tuttavia, si rivela un essere troppo pericolo per la sopravvivenza degli esseri umani e l'altra Mimi, Mimi 0, deve trovare un modo per fermarla.

## Critica
Il romanzo è stato collocato dalla critica nel genere narrativo del cyberpunk, ma con una forte connotazione di realismo. L'autore stesso ha parlato in relazione alla sua opera di "realismo fantascientifico".
Preponderante è inoltre la tematica ambientalista. Altro tema ricorrente nella letteratura cinese è quello dell'oriundo che torna nella terra d'origine dei propri genitori e, in conseguenza della formazione ricevuta, ne rileva i problemi e le limitazioni.
Inoltre, nella letteratura cinese, il corpo femminile può simboleggiare la terra, la patria natia. Nel racconto, dunque, si osserva una modernità che stravolge e prende il controllo sullo stato naturale del paese. La vicenda di Mimi può essere anche letta come una denuncia della condizione femminile nel paese.

## Edizioni
- Chen Qiufan, Marea tossica, Oscar Fantastica, Arnoldo Mondadori Editore, 2020, ISBN 9788804723950.
- Chen Qiufan, Marea tossica, Urania n° 1715, Milano, Arnoldo Mondadori Editore, 2023.